# دانيال إف. كلارك
دانيال إف. كلارك هو محامي وسياسي أمريكي، ولد في 11 ديسمبر 1954 في تومسونتاون في الولايات المتحدة، وتوفي في 28 سبتمبر 2014 في ميفلينتاون في الولايات المتحدة. نشط حزبياً في الحزب الجمهوري. وقد انتخب عضو مجلس نواب بنسيلفانيا ‏.